# Lopa paljandi
Lopa paljandi este o arie protejată (arie specială de conservare — SAC, sit de importanță comunitară — SCI) din Estonia întinsă pe o suprafață de 0,8 ha, integral pe uscat.

## Localizare
Centrul sitului Lopa paljandi este situat la coordonatele 58°07′01″N 25°27′21″E / 58.117°N 25.4557°E.

## Înființare
Situl Lopa paljandi a fost declarat sit de importanță comunitară în aprilie 2004 pentru a proteja un număr necunoscut de specii din flora spontană și fauna sălbatică aflate în arealul zonei. Situl a fost protejat și ca arie specială de conservare în august 2004.

## Biodiversitate
Situată în ecoregiunea boreală, aria protejată conține 2 habitate naturale: Pante stâncoase silicioase cu vegetație casmofită, Peșteri inaccesibile publicului.
La baza desemnării sitului se află un număr nedeclarat de specii protejate.